# Taggart
Taggart – amerykański barwny western z 1964 roku. Adaptacja powieści Louisa L’Amoura.

## Fabuła
Południe Stanów Zjednoczonych, osadnicy – rodzina Taggartów – zasiedlają ziemię zakupioną od rządu. Przyprowadzają ze sobą stado bydła, które z pomocą swoich ludzi rozpędza miejscowy awanturnik Ben Blazer, nieformalnie rządzący okolicą i chcący przepędzić przybyszów. Ludzie Blazera wywołują strzelaninę, w której giną m.in. senior Taggart i jego żona. Sam Blazer zostaje ranny i trafia pod opiekę lekarza w miasteczku Gunside. Tam odnajduje go Kent Taggart, syn zastrzelonego. Rozpoznaje w synu Blazera zabójcę swego ojca i wymierza mu sprawiedliwość z rewolweru, kładąc go trupem. Zostaje zatrzymany przez miejscowego szeryfa, który jednak wypuszcza go i porzuca swoje stanowisko po usłyszeniu całej historii zdarzeń, na znak protestu wobec bezprawia Blazera.
Umierający Ben Blazer wysyła depesze. W odpowiedzi na jedną z nich do miasteczka przybywa jeździec, doświadczony rewolwerowiec-płatny zabójca Jay Jason. Bankier ma wypłacić 5000 dolarów za zabicie Taggarta juniora. Jay Jason i dwóch ludzi Blazera ruszają konno tropem Taggarta. Tymczasem Taggart dociera na koniu do wyludnionego miasteczka, z jedynym barem bez klientów. Odnajdują go zabójcy, jednak dzięki pomocy właściciela baru i poznanej chwilę wcześniej Loli Taggart w strzelaninie zabija jednego ścigającego i uchodzi na południe, do krainy Apaczów. Wkrótce natyka się na potyczkę małżeństwa z Apaczami i pomagając małżeństwu dołącza się do strzelaniny, do której po ich stronie dołączają… Jay Jason i pozostały przy życiu rewolwerowiec Vince. Jednak tuż po odpędzeniu Indian znowu stają się wrogami. Taggartowi udaje się uciec cało, ale musi pozostawić swojego konia. Następnie wędrując pieszo spotyka i zapoznaje uzbrojonych Adama z córką. Razem udają się do opuszczonej misji. W tym czasie Jay Jason pozbywa się rannego Vince’a, dobijając go z rewolweru.
Nad ranem Taggart ucieka przez okno z misji, zauważa skradającego się Apacza i zabija go w walce, ratując życie Adamowi. Okazuje się, że Adam ukrywa wejście do kopalni, w której znajduje się żyła złota. Do misji dociera Jay Jason, a Adam więzi go, stając po stronie Taggarta. W nocy Consuela, żona Adama, próbuje uwieść Taggarta. Wobec niepowodzenia uwodzi Jaya Jasona, kusząc go złotem z kopalni. W obliczu zagrożenia atakiem Apaczów na misję wszyscy mężczyźni łączą siły w obronie. Po odparciu ataku Consuela i Jay Jason uchodzą ze złotem. Jedynym miejscem, do którego mogą się udać, otoczeni przez Apaczów, jest fort. Dołączają do kolumny osadników na wozach, eskortowanych przez żołnierzy do fortu. W pościg za nimi wyruszają Taggart, Adam i jego córka.
W kolumnie osadników, pewna już swego bezpieczeństwa, Consuela odrzuca Jaya Jasona, który w odwecie nieskutecznie dusi ją w wozie. Nagle w pobliżu pojawiają się Apacze i następuje ich atak na kolumnę. Jay Jason wymyka się ze złotem na koniu, a podduszona Consuela wydostaje się z wozu, jednak ginie od strzały jednego z Apaczów. Jay Jason dociera do fortu, gdzie chce wymienić zmęczonego konia na wypoczętego, by ze swoim łupem ruszyć w dalszą drogę. Tymczasem do fortu udaje się również dotrzeć trójce Taggarta. Apacze uderzają na fort broniony przez żołnierzy. Jay Jason nie bierze udziału w walce, tylko wymienia konia i usiłuje wymknąć się ze złotem, zabijając Adama. Do fortu przybywa z odsieczą oddział żołnierzy, a w finałowym pojedynku rewolwerowym Taggart zabija Jaya Jasona.

## Obsada
- Tony Young – Kent Taggart
- Ray Teal – Ralph Taggart, ojciec Kenta
- Dan Duryea – Jay Jason
- Dick Foran – Adam Stark
- Elsa Cárdenas – Consuela Stark, żona Adama
- Jean Hale – Miriam Stark, córka Adama
- Emile Meyer – Ben Blazer
- Peter Duryea – Rusty Bob Blazer, syn Blazera
- Tom Reese – Vince August, człowiek Blazera
- David Carradine – Cal Dodge, człowiek Blazera
- Claudia Barrett – Lola Manners
- Peter Mamakos – właściciel baru
- Stuart Randall – szeryf
- Arthur Space – pułkownik
- Bill McLean – lekarz
- Harry Carey Jr. – porucznik Hudson